# Milton L. Humason
Milton La Salle Humason ou Milton Lasell Humason (Dodge Center, 19 de agosto de 1891 — Mendocino, 18 de junho de 1972) foi um astrônomo estadunidense. Ele nasceu em Dodge Center, Minnesota.

## Biografia
Humason largou a escola e não teve educação formal depois dos 14 anos. Como amava as montanhas, e o Monte Wilson em particular, ele se tornou um "piloto de mulas" levando materiais e equipamentos montanha acima enquanto o Observatório Monte Wilson estava sendo construído. Em 1917, após um breve período em uma fazenda em La Verne, ele se tornou zelador do observatório. Por puro interesse, ele se ofereceu para ser um assistente noturno no observatório. Sua habilidade técnica e seu jeito tranquilo o tornavam um favorito na montanha. Reconhecendo seu talento, em 1919, George Ellery Halefez dele um Mt. Membro da equipe de Wilson. Isso era sem precedentes, já que Humason não tinha um Ph.D., nem mesmo um diploma do ensino médio. Ele logo provou que o julgamento de Hale estava correto, ao fazer várias descobertas observacionais importantes. Ele se tornou conhecido como um observador meticuloso, obtendo fotografias e espectrogramas difíceis de galáxias tênues. Suas observações desempenharam um papel importante no desenvolvimento da cosmologia física, incluindo ajudar Edwin Hubble na formulação da lei de Hubble. Em 1950 ele ganhou um D.Sc. da Universidade de Lund. Ele se aposentou em 1957.
Devido ao mero acaso, Humason perdeu a descoberta de Plutão. Onze anos antes de Clyde Tombaugh, Humason tirou um conjunto de quatro fotografias nas quais a imagem de Plutão apareceu. Há especulações persistentes de que ele não descobriu o planeta anão porque ele caiu em um defeito na placa fotográfica. Isso é improvável, no entanto, visto que apareceu em quatro fotografias separadas em três noites diferentes.
Ele morreu em Mendocino, Califórnia.

## Honras
- A cratera Humason na Lua foi nomeada em sua homenagem, assim como as "estrelas Humason-Zwicky".[4]

## Na cultura popular
No popular documentário Cosmos: A Personal Voyage do astrônomo Carl Sagan, a vida e a obra de Humason são retratadas na tela no episódio 10: The Edge of Forever.